# IC 2558
IC 2558 — галактика типу Sd () у сузір'ї Насос.
Цей об'єкт міститься в оригінальній редакції індексного каталогу.